# Dev.D
Pour plus de détails, voir Fiche technique et Distribution.
Dev.D est un film indien réalisé par Anurag Kashyap, sorti en 2009.
C'est une adaptation moderne du roman classique indien Devdas de Saratchandra Chattopadhayay, paru en 1917, et déjà adapté plusieurs fois au cinéma.

## Fiche technique
- Titre français : Dev.D
- Réalisation : Anurag Kashyap
- Scénario : Anurag Kashyap et Vikramaditya Motwane
- Costumes : Shubhra Gupta
- Photographie : Rajeev Ravi
- Montage : Aarti Bajaj
- Musique : Amit Trivedi
- Pays d'origine : Inde
- Format : Couleurs - 35 mm - 2,35:1 - Dolby Digital
- Genre : drame, romance
- Durée : 144 minutes
- Date de sortie :
  - Inde : 6 février 2009

## Distribution
- Abhay Deol : Dev / Devindra Dhillon
- Mahie Gill : Paro / Parminder
- Kalki Koechlin : Leni / Chanda
- Dibyendu Bhattacharya : Chunni
- Manoj Bakshi : Inspector
- Gurkirtan : Satpal Dhillon / Sattu, le père de Dev
- Satwant Kaur : Kaushalya Dhillon, la mère de Dev
- Parakh Madan : Rasika

## Distinction

### Sélection
- Mostra de Venise 2009 : sélection hors compétition